# Geranium peloponesiacum
Geranium peloponesiacum là một loài thực vật có hoa trong họ Mỏ hạc. Loài này được Boiss. mô tả khoa học đầu tiên năm 1854.